# Sean Franklin
Sean Franklin, né le 21 mars 1985 dans le quartier de Panorama City à Los Angeles, est un joueur international américain de soccer évoluant au poste d'arrière droit.

## Biographie

### Jeunesse et formation
Franklin est élu Most Valuable Player de la Golden League lors de son année senior à la Highland High School, à Palmdale, en Californie et il aide également son club des Bulldogs à remporter la Golden League en 2003.
En 2004, il commence ses études supérieures à l'Université d'État de Californie à Northridge et évolue avec les Matadors (en). Il devient un précieux membre de la défense, débutant cinquante rencontres entre 2004 et 2007. Il est d'ailleurs nommé dans l'équipe de la All-Big West Conference en 2005 et 2006. Durant ses années universitaires, Franklin passe deux années chez les Valley Quakes de San Fernando en Premier Development League, permettant à son équipe d'atteindre les séries éliminatoires pour la première fois de l'histoire en 2007 avant d'être éliminé en demi-finale de conférence contre les Cougars de BYU,.

### Les titres avec Los Angeles
Franklin est le quatrième choix lors de la MLS SuperDraft en 2008 quand il est sélectionné par le Galaxy de Los Angeles. Il fait ses débuts dans son nouveau club lors du match d'ouverture à domicile contre les  Earthquakes de San José le 3 avril 2008. Fin avril, le journaliste Greg Daurio rapporte les propos de l'entraîneur du Galaxy Ruud Gullit qui déclare que Franklin a été son meilleur joueur au cours de la dernière partie : « Je pense qu'il a encore joué un excellent match. Si vous voyez comment il va au milieu de terrain, donne de longs ballons à David (Beckham), je pense qu'il a fait de grands progrès. Cela me rend heureux ».
Il est honoré à l'issue de la saison 2008 par le Trophée de la recrue de l'année de la MLS. Il devance ainsi Geoff Cameron et Kheli Dube (en),.
Franklin manque la majorité de la saison 2009 en MLS à la suite d'une blessure contractée durant une rencontre contre le Crew de Columbus le 17 mai 2009. Revenu sur les terrains pour l'exercice 2010, il contribue au succès de son équipe qui décroche le troisième Supporters' Shield de son histoire au terme de la saison régulière. Néanmoins, Los Angeles est éliminé par le FC Dallas en finale de conférence (défaite 0-3). La saison suivante, le club fait un doublé avec le Supporters' Shield et la MLS. Par la suite, le 22 décembre 2011, Sean Franklin signe un nouveau contrat avec le Galaxy.
Maillon essentiel de sa formation, il prend part à sa deuxième finale de Coupe MLS en 2012 et le Galaxy s'impose de nouveau face au Dynamo de Houston afin de s'adjuger une quatrième couronne nationale. En 2013, Franklin et le Galaxy atteignent la demi-finale de la Ligue des champions avant d'être éliminés par le CF Monterrey.
Son aventure avec le Galaxy de Los Angeles arrive à sa fin lorsque la franchise angeline ne se prévaut pas de l'option associée au contrat de Franklin en décembre 2013.

### Atout défensif de D.C. United
Après six saisons en Californie, Sean Franklin est sélectionné par D.C. United dès le premier tour du MLS Re-Entry Draft de 2013, le 12 décembre. Ainsi, il rejoint une équipe ayant vécu l'une des pires saisons de son histoire pour renforcer la défense.
L'arrivée de Sean Franklin pour la saison 2014 permet à D.C. United de consolider une défense qui n'encaisse que trente-sept buts en saison régulière alors que le club termine au premier rang dans la conférence Est.
Au cours de ses quatre saisons avec le club, Franklin participe à deux éditions de la Ligue des champions et D.C. United se qualifie trois années consécutives pour les séries éliminatoires de fin de saison. Néanmoins, au terme de l'exercice 2017, l'option à son contrat n'est pas levée et il se retrouve agent libre.

### Fin de carrière à Vancouver
Libre à l'issue de la saison 2017, il bénéficie du statut d'agent libre de la MLS et signe ainsi aux Whitecaps de Vancouver le 22 février 2018,. Il participe à sa première rencontre avec les Whitecaps le 20 avril 2018, entrant en jeu à la mi-temps dans une défaite cinglante 6-0 face au Sporting de Kansas City. À l'issue d'une saison compliquée où il ne joue que 850 minutes et que l'équipe ne se qualifie par pour les séries éliminatoires, son contrat d'un an n'est pas renouvelé.

### Carrière internationale
Sean est appelé auprès de la sélection des États-Unis de moins de 20 ans durant l'été 2004 et il joue 90 minutes pour les moins de 23 ans lors d'un match nul contre le Japon en 2007.
Il est appelé par deux fois en sélection des États-Unis en 2008, et 2009 mais n'est pas utilisé lors des qualifications pour la Coupe du monde contre le Guatemala le 18 novembre 2008. Il dispute son premier match et unique match de sa carrière sous le maillot national le 22 janvier 2011 lors d'un match amical contre le Chili.

## Palmarès

### En club
Galaxy de Los Angeles
- Vainqueur de la Coupe MLS en 2011 et 2012
- Vainqueur du Supporters' Shield en 2010 et 2011
- Finaliste de la Coupe MLS en 2009

 Whitecaps de Vancouver
- Finaliste du Championnat canadien en 2018

### Individuel
- Vainqueur du Trophée de la recrue de l'année de la MLS en 2008

## Statistiques
| Saison                | Club                   | Championnat           | Championnat | Championnat | Coupe(s) nationale(s) | Coupe(s) nationale(s) | Compétition(s) continentale(s) | Compétition(s) continentale(s) | Compétition(s) continentale(s) | Séries | Séries | Total | Total |
| Saison                | Club                   | Division              | M.          | B.          | M.                    | B.                    | Comp.                          | M.                             | B.                             | M.     | B.     | M.    | B.    |
| 2008                  | Galaxy de Los Angeles  | MLS                   | 27          | 0           | 0                     | 0                     | -                              | -                              | -                              | -      | -      | 27    | 0     |
| 2009                  | Galaxy de Los Angeles  | MLS                   | 13          | 0           | 1                     | 0                     | -                              | -                              | -                              | 4      | 0      | 18    | 0     |
| 2010                  | Galaxy de Los Angeles  | MLS                   | 25          | 0           | 1                     | 0                     | LCC                            | 2                              | 1                              | 3      | 0      | 31    | 1     |
| 2011                  | Galaxy de Los Angeles  | MLS                   | 27          | 4           | 1                     | 0                     | LCC                            | 2                              | 0                              | 4      | 0      | 34    | 4     |
| 2012                  | Galaxy de Los Angeles  | MLS                   | 34          | 0           | 0                     | 0                     | LCC                            | 4                              | 0                              | 5      | 0      | 43    | 0     |
| 2013                  | Galaxy de Los Angeles  | MLS                   | 33          | 1           | 0                     | 0                     | LCC                            | 5                              | 0                              | 2      | 1      | 40    | 2     |
| Sous-total            | Sous-total             | Sous-total            | 160         | 5           | 3                     | 0                     | -                              | 13                             | 1                              | 18     | 1      | 194   | 7     |
| 2014                  | D.C. United            | MLS                   | 29          | 1           | 0                     | 0                     | LCC                            | 2                              | 0                              | 2      | 1      | 33    | 2     |
| 2015                  | D.C. United            | MLS                   | 24          | 1           | 0                     | 0                     | LCC                            | 2                              | 0                              | 2      | 0      | 28    | 1     |
| 2016                  | D.C. United            | MLS                   | 29          | 1           | 1                     | 0                     | LCC                            | 2                              | 0                              | -      | -      | 32    | 1     |
| 2017                  | D.C. United            | MLS                   | 19          | 0           | 1                     | 0                     | -                              | -                              | -                              | -      | -      | 20    | 0     |
| Sous-total            | Sous-total             | Sous-total            | 101         | 3           | 1                     | 0                     | -                              | 6                              | 0                              | 4      | 1      | 112   | 4     |
| 2018                  | Whitecaps de Vancouver | MLS                   | 11          | 0           | 1                     | 0                     | -                              | -                              | -                              | -      | -      | 12    | 0     |
| Total sur la carrière | Total sur la carrière  | Total sur la carrière | 272         | 8           | 5                     | 0                     | -                              | 19                             | 1                              | 22     | 2      | 318   | 11    |